# La leggenda del mare d'argento/Riapri gli occhi, poi...
La leggenda del mare d'argento/Riapri gli occhi, poi... è un singolo di Giorgio Laneve.

## Il disco
Su Ciao 2001 il disco fu recensito positivamente:

## Tracce
LATO A
1. La leggenda del mare d'argento (Giorgio Laneve; edizioni musicali Alfiere)

LATO B
1. Riapri gli occhi, poi... (Giorgio Laneve; edizioni musicali Alfiere)